# Centenario (Neuquén)
Centenario is een plaats in het Argentijnse bestuurlijke gebied Confluencia in de provincie Neuquén. De plaats telt 28.956 inwoners.